# Nukleoprotein

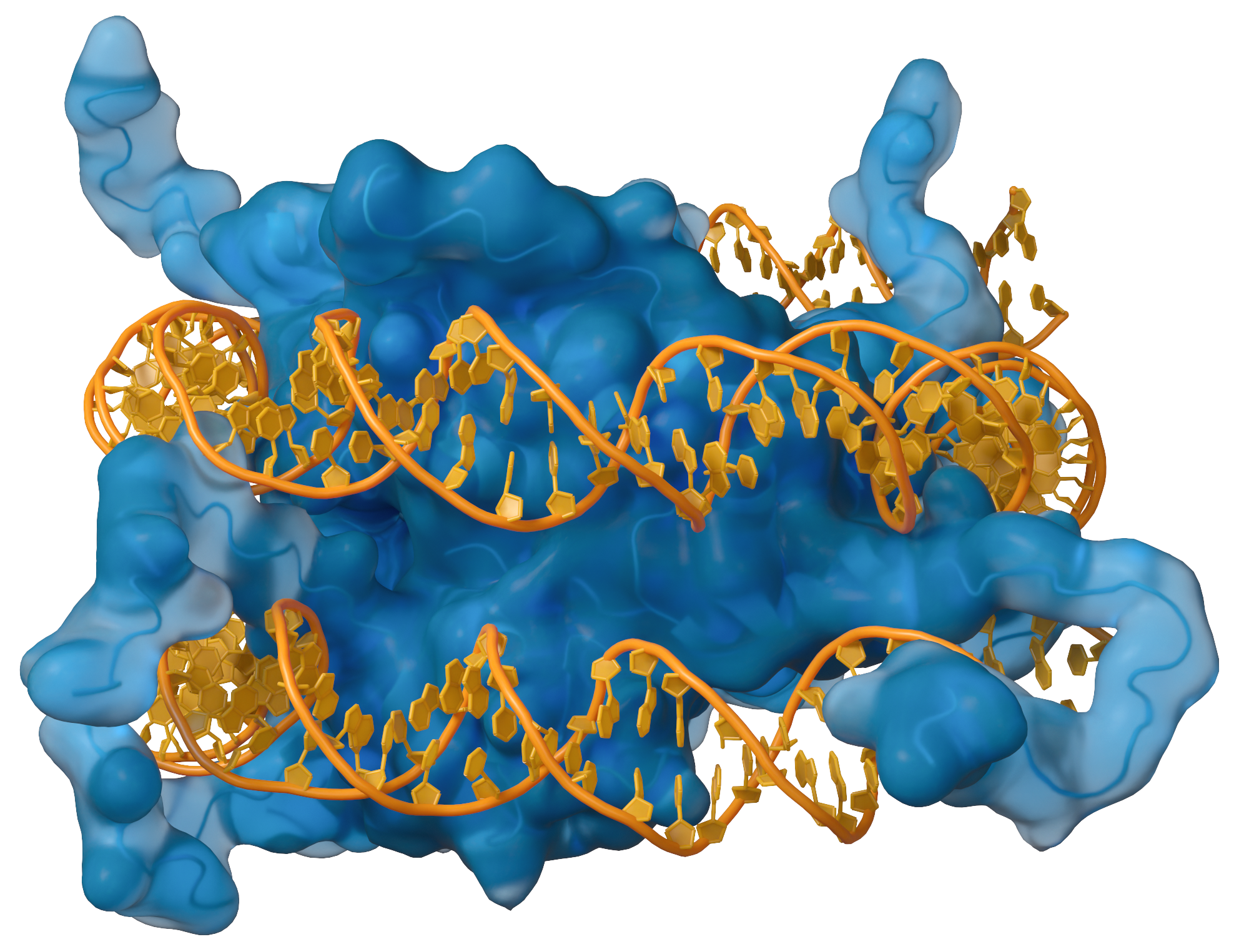
Nejrozšířenějším nukleoproteinem v lidských buňkách jsou histonové bílkoviny (modře) vázající se na DNA (hnědě).

Nukleoprotein je jakýkoliv protein (bílkovina), na který je navázána nukleová kyselina. Je to vlastně bílkovina, v níž nebílkovinnou složku tvoří DNA (deoxyribonukleoprotein, DNP) nebo RNA (ribonukleoprotein, RNP).  Většina nukleových kyselin se v buňce vyskytuje ve formě nukleoproteinů.
Deoxyribonukleoprotein vzniká spojením DNA s bílkovinami, především s histony za vzniku nukleozomu, dále s transkripční faktory nebo protaminy.
Ribonukleoprotein vzniká spojením RNA s bílkovinami za vzniku ribozomu, spliceozomu, signál rozpoznávajících částic, telomerázy, snRNP, snoRNP, RNázaP, hnRNP.
Nukleoproteiny jsou známé i ve virologii, neboť jednoduché virové částice jsou často bílkoviny, které na sebe vážou virovou RNA nebo DNA. Toto bílkovinné pouzdro virové částice se nazývá kapsida virů.
Nukleoproteiny vytvářejí stabilní komplexy (například zhutnění DNA do nukleozomů) nebo se vytvářejí dočasně a rozpadají se (například při zprostředkování syntézy nebo degradace DNA).

## Složení nukleoproteinů
Nukleoproteiny se skládají z nukleových kyselin (DNA nebo RNA) a bílkovin. Nukleové kyseliny v nukleoproteinech jsou tvořeny kostrou složenou ze sacharidů a fosfátů, které dávají záporný náboj. Bílkoviny v nukleoproteinech jsou tvořeny především bazickými aminokyselinami (lysin, arginin a histidin). Při fyziologickém pH jsou tyto aminokyseliny nabity kladně.
Opačné náboje u nukleových kyselin a bílkovin jsou velmi důležité pro interakci a následně vazbu mezi nimi. Spojení, které vzniká, je stabilizováno nekovalentními vazbami.
Existují různé faktory, které jsou schopny měnit interakci mezi proteinem a nukleovou kyselinou, tedy genetickým materiálem. Mezi nejdůležitější patří koncentrace solí, které zvyšují iontovou sílu v roztoku. Dále to jsou ionogenní povrchově aktivní látky (tenzidy) a další chemické sloučeniny polární povahy, jako je například fenol, formamid.

## Deoxyribonukleoproteiny
Deoxyribonukleoproteiny jsou tvořeny DNA a bílkovinou. Jejich nejvýznamnější funkcí je zhutnění DNA, kdy se téměř dvoumetrová DNA namotává na bílkovinu v jádru buňky za vzniku kulovitého komplexu.
Deoxyribonukleoproteiny jsou spojeny s regulačními funkcemi v procesech replikace, transkripce DNA, homologní rekombinaci a dalšími.
Mezi deoxyribonukleoproteiny patří především histony, transkripční faktory nebo protaminy.

### Histony

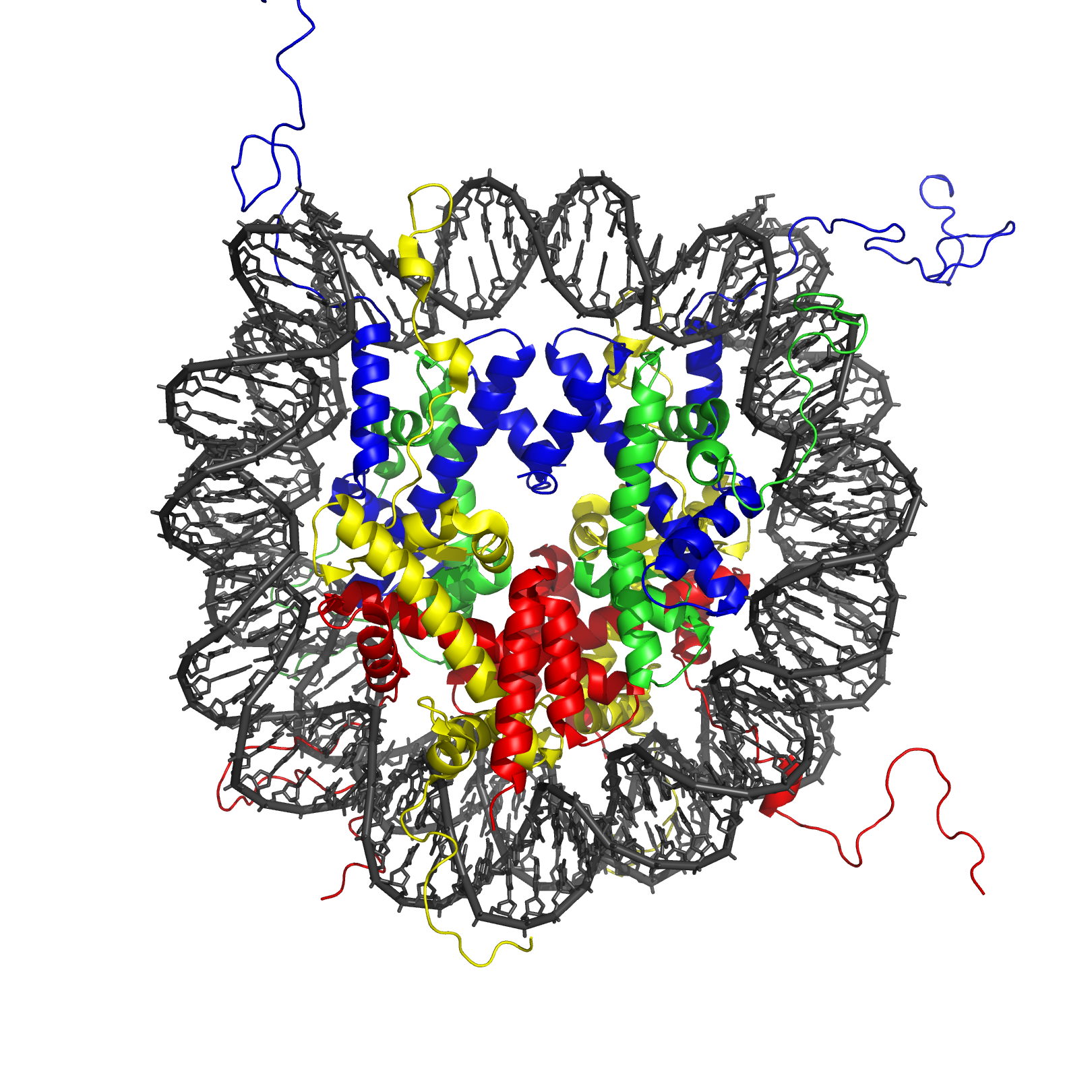
Příklad histonu – uvnitř bílkovina (barevná) a kolem omotaná DNA (šedočerná)

Histony jsou malé bazické nukleoproteiny, které se podílejí na výstavbě nukleozomu, který je základem chromatinu v chromozomech. Nacházejí se zejména v jádře eukaryotních buněk, ale také v archebakteriích, což naznačuje příbuznost těchto dvou skupin. Histony hrají důležitou roli při regulaci genů a replikaci DNA.
Histony jsou ve vodě rozpustné bílkoviny, které se vyznačují vysokým obsahem kladně nabitých aminokyselin (zejména lysinu a argininu). DNA, která je naopak záporně nabitá, se elektrostatickou přitažlivostí kolem nich nabaluje. Navinutí DNA se nazývá první stupeň zhutnění genetického materiálu.
Histony tak zabraňují zamotání DNA a chrání ji před poškozením. Působí jako cívky, kolem kterých se vine DNA. Tyto strukturní jednotky se nazývají nukleozomy, ty jsou dále zabaleny do 30nanometrových vláken, která pak tvoří těsně zabalený chromatin.
Bez histonů by odvinutá DNA v chromozomech byla velmi dlouhá. Například každá lidská buňka má asi 1,8 metru dlouhou DNA, pokud je zcela roztažena. Při navinutí kolem histonů se však tato délka zmenší na asi 90 nm (0,09 mm) chromatinových vláken o průměru 30 nm (0,03 mm).

### Protaminy
Protaminy jsou malé jaderné proteiny, které se vyznačují vysokým obsahem argininu. Od histonů se liší tím, že umožňují hustší sbalení DNA. U savců se protaminy skládají z polypeptidu o téměř 50 aminokyselinách a mají zásadní význam pro balení a stabilizaci DNA v mužské pohlavní buňce (gametu). Hlavní úlohou protaminů je nahradit histony v haploidní fázi spermatogeneze.

### Transkripční faktory
Transkripční faktor je termín užívaný pro jakýkoliv protein, který má schopnost spouštět či jinak regulovat transkripci DNA. Zahrnuje proto jak specializované proteiny spouštějící transkripci u konkrétních genů, tak i obecné faktory nutné pro správný průběh procesu transkripce.

## Ribonukleoproteiny
Ribonukleoproteiny jsou tvořeny RNA a bílkovinou. Zastávají ochrannou funkci především pro mRNA, protože je náchylná k poškození. Jejich dalšími funkcemi jsou podpora replikace DNA, regulace genové exprese a regulace centrálního metabolismu RNA. Stejný systém se nachází také u virů, které navázáním na bílkovinu chrání své molekuly RNA  před působením enzymů, které by je mohly zničit.
Mezi nejdůležitější ribonukleoproteiny patří ribozom, spliceozomu, signály rozpoznávajících částice, telomerázy, snRNPs, snoRNPs, hnRNPs nebo RNázaP.

### Ribozomy

Příklad ribozomu – bílkoviny jsou zobrazeny modře a jednotlivé řetězce RNA hnědorůžově.

Ribozomy jsou nejvýraznějším příkladem proteinů, které se vážou na RNA. Jsou to struktury přítomné prakticky ve všech živých bytostech – od malých bakterií po velké savce. Velikost a struktura ribozomů se liší u eukaryotických a prokaryotických organismů.
Jedná se o vysoce komplexní molekulární aparát, tvořený jednou nebo více ribozomálními RNA a množstvím proteinů. Můžeme je najít v buněčné cytoplazmě, nebo zakotvené v hrubém endoplazmatickém retikulu.
Hlavní funkcí ribozomů je přenést zprávu z RNA do aminokyselinové sekvence bílkovin.

### Spliceozom
Spliceozom je velký ribonukleoproteinový komplex v eukaryotické buňce. Je  tvořený nukleovými kyselinami hnRNA a snRNP, které se vážou na oblast intronů. Katalyzuje splicing RNA. Je pozorovatelný elektronovým mikroskopem jako elipsoidní částice.

## Nukleoproteiny virů

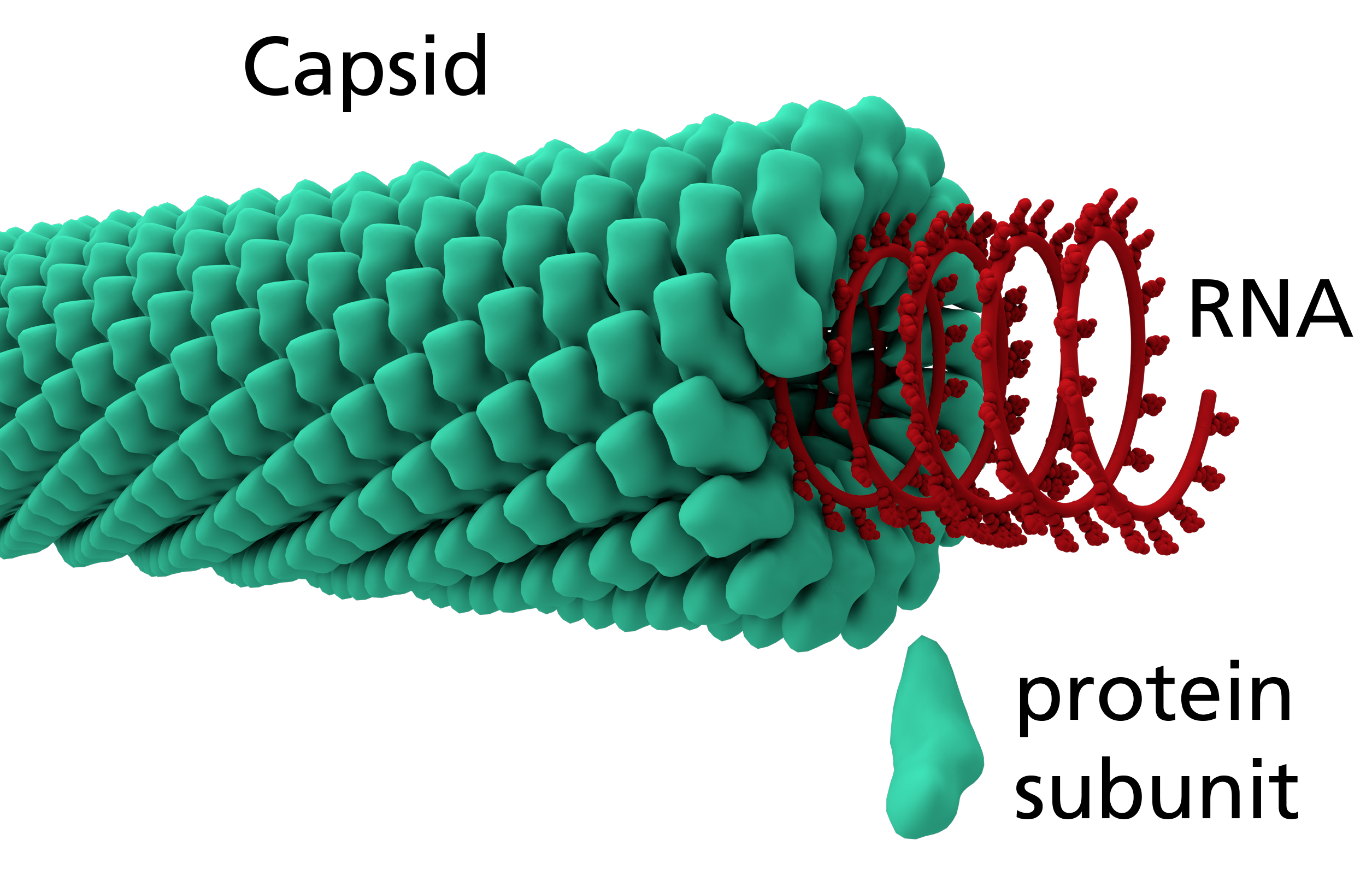
Příklad virové kapsidy – RNA je zabalena v bílkovinném pouzdře

Nukleoproteiny virů jsou DNA nebo RNA, které jsou extrémně těsně zabaleny do bílkovinného pouzdra - virové kapsidy. Mnoho virů je tedy jen o organizovaný komplex bílkoviny a nukleové kyseliny s vazebnými místy směřujícími dovnitř. Tento komplex chrání virové molekuly RNA  před působením enzymů, které by je mohly zničit.
U složitějších virů je nukleoproteinem myšlen ten protein, který se nabaluje na genom a vytváří tak vnitřní jádro (anglicky core) virové částice. U viru chřipky se tento protein označuje jako influenza virus nukleoprotein, který váže genomovou RNA a také se účastní stavby transkriptázového komplexu.
Virovými nukleoproteiny jsou například původci chřipky, vztekliny, eboly nebo virové hemoragické horečky.